# Елжбета Бенковска
Елжбѐта Ева Бенко̀вска, с родово име Моихо (на полски: Elżbieta Ewa Bieńkowska) е полски държавен служител и политик.
В периода 2007 – 2013 година министър на регионалното развитие, сенатор VIII мандат (2011 – 2014), вицепремиер и министър на инфраструктурата и развитието (2013 – 2014), от 2014 година комисар в Европейската комисия (ЕК) председателствана от Жан-Клод Юнкер, с ресор „Вътрешен пазар, промишленост, предприемачество и малки и средни предприятия (МСП)“.

## Биография

### Образование
През 1988 г. Елжбета Бенковска защитава магистърска теза по Ориенталска филология в Ягелонския университет.
През 1994 – 96 г. получава и следдипломна квалификация от полското Национално училище по публична администрация и магистърската степен по Бизнес администрация от Варшавското училище по икономика.
Владее полски, английски, френски и руски език.

### Професионално развитие
От 1999 г. го 2007 г., Елжбета Бенковска е директор на службата по регионално развитие, област Силезия. През 2007 г. заема поста Министър на регионалното развитие на Полша (2007 – 2013). През 2013 г. е избрана за заместник министър-председател и министър на инфраструктурата и развитието в кабинета на Доналд Туск.
От 1 ноември 2014 г. официално заема поста на комисар по въпросите на вътрешния пазар, промишленост, предприемачество и МСП в комисията Юнкер.

### Европейска комисия
На 1 ноември 2014 г. Елжбета Бенковска встъпва официално в длъжност Комисар по въпросите на вътрешния пазар, промишленост, предприемачество и МСП. Ресорът е нов за ЕК, като се очаква да се обърне специално внимание на стартиращи компании от малкия и среден бизнес. Главната цел е да се подпомогне реалната икономика в Европейския съюз.